# وصل (سنسكريتية)
أما للغة السِندية فانظر لغة سندية
الوصل في اللغات السنسكريتية (संधि وتلفظ ‎[sən̪d̪ʱi]‏) يراد به التغير اللفظي الحاصل للكلمة عند وصلها بكلمة أخرى.

## أمثلة
- हिमालय تلفظ ‎[ɦɪmaːləjə]‏، وعند الفصل हिम تقرأ ‎[ɦɪma]‏ وआलय تقرأ ‎[aːləjə]‏.